# 002.345.709 (That's my number)
002.345.709 (That's my number) is een single van Trinity. Het is afkomstig van het album We'll make it together. Voor AVRO’s Toppop werd een promotiefilmpje in de studio opgenomen, waarbij het drietal genoemd telefoonnummer op de rug had vermeld. Op de single werd het nummer uitgesproken als "double O two, three four five, seven O nine". Twee jaar na deze hit werd Trinity opgeheven.
Zowel de A- als B-kant was afkomstig van groepsleden Fred Bekky en Bob Bobott. Ze kregen ondersteuning van de Nederlandse arrangeur Hans Hollestelle en muziekproducent Hans van Hemert. 002.345.709 (That's my number) bleef de grootste hit van de groep.

## Hitnotering
In alle hitparades moest het plaatje opboksen tegen wat later een evergreen zou worden: Music van John Miles.

### Nederlandse Top 40
| Positie: | 28 | 16 | 9 | 8 | 8 | 13 | 27 | 34 | uit |

### NederlandseNationale Hitparade
| Positie: | 24 | 21 | 8 | 4 | 4 | 9 | 16 | uit |

### BelgischeBRT Top 30
| Positie: | 30 | - | 13 | 4 | 4 | 6 | 9 | 11 | 15 | uit |

### VlaamseUltratop 30
| Positie: | 19 | 10 | 4 | 3 | 2 | 9 | 6 | 14 | uit |

### NPO Radio 2 Top 2000
002.345.709 (That's my number) stond alleen in 2000 in de NPO Radio 2 Top 2000, op plek 1755.